# Kevin Campbell
Kevin Joseph Campbell (Lambeth, 4 de fevereiro de 1970 – 15 de junho de 2024) foi um futebolista e comentarista esportivo inglês. Atuando como centroavante, jogou pelos times ingleses Arsenal, Nottingham Forest, Everton e West Bromwich Albion, Leyton Orient, Leicester City e Cardiff City, além de uma passagem pelo Trabzonspor, da Turquia.
Campbell também atuou pela Inglaterra Sub-21, onde atuou quatro vezes e marcou uma vez, e pela Inglaterra B, onde jogou uma partida.

## Carreira

### Arsenal
Campbell iniciou sua carreira no Arsenal, chegando à base do clube em 1985. Foi prolífico pelas categorias de base, fazendo 59 gols em uma temporada, faturando a Copa da Inglaterra em 1988. Fez sua estreia no time principal contra o Everton em 7 de maio de 1988, embora as posições de atacante do clube na época fossem geralmente ocupadas por Paul Merson e Alan Smith.
Campbell ganhou destaque durante um período de empréstimo ao Leyton Orient em 1989, quando marcou nove gols em 16 jogos. Campbell ajudou o clube a ser promovido naquela temporada, mas não jogou na final vitoriosa dos playoffs contra o Wrexham, pois seu período de empréstimo tinha acabado de terminar. O técnico do Orient, Frank Clark, queria tornar a transferência permanente, mas o Arsenal se recusou a vendê-lo. No início da temporada 1989-90, ele foi novamente emprestado, dessa vez ao Leicester City. Na temporada seguinte, ele se estabeleceu no time do Arsenal, marcando oito gols em dez partidas durante a corrida para a conquista do título da Primeira Divisão do clube.
Apesar de o Arsenal ter contratado Ian Wright em setembro de 1991, Campbell continuou a fazer parte da equipe. Ele marcou gols pelo Arsenal contra o Millwall e o Derby County nas campanhas vitoriosas do Arsenal em 1992–93 na Copa da Inglaterra e na Copa do Liga Inglesa. Na temporada de 1993-94, ele marcou 19 gols, sua melhor marca pelos Gunners. Também participou da campanha vitoriosa da Taça dos Clubes Vencedores de Taças de 1993–94, marcando quatro gols, incluindo um na semifinal contra o Paris Saint-Germain. Seu desempenho no clube diminuiu em 1994–95, e as chegadas dos atacantes John Hartson e Chris Kiwomya reduziram seu tempo de jogo. Campbell jogou 224 vezes pelo Arsenal, marcando 60 gols.

### Nottingham Forest
No verão de 1995, Campbell foi vendido ao Nottingham Forest, por uma taxa inicial de 2,5 milhões de libras esterlinas, onde passou três temporadas. Ele fez parte da equipe que foi rebaixada em 1997, mas seus 23 gols na temporada seguinte ajudaram os Reds a conquistar o título da Football League First Division em 1998.

### Trabzonspor
Campbell deixou o Forest de forma controversa no final da temporada 1997-98 para se juntar ao time turco Trabzonspor por 2,5 milhões de libras esterlinas, uma mudança que fez com que o companheiro de equipe do Forest, Pierre van Hooijdonk, entrasse em "greve". Em sua passagem pelo Trabzon, Campbell deixou o clube após sete meses, depois de um incidente racista mal compreendido que envolveu o presidente do clube, Mehmet Ali Yılmaz, chamando-o de "canibal". Campbell e seus companheiros de equipe também não haviam sido pagos, algo que ele exigiu que fosse corrigido. Para demonstrar solidariedade a Campbell, os dois capitães do clube, Ogün Temizkanoğlu e Abdullah Ercan, estiveram ao seu lado durante uma coletiva de imprensa na qual ele declarou seus motivos para deixar o clube.

### Everton
O Everton, que estava lutando contra o rebaixamento da Premier League, contratou Campbell por empréstimo em março de 1999. Seu impacto no time foi imediato, pois ele marcou nove gols nos primeiros oito jogos. Esses feitos fizeram dele o maior artilheiro do Everton naquela temporada, tanto em casa quanto fora do Goodison Park. Seus seis gols, marcados nos três primeiros jogos, lhe renderam o prêmio de jogador do mês do Everton em abril, tornando-o o primeiro jogador emprestado a receber o título.
A transferência de Campbell para o Everton se tornou permanente no verão de 1999, por uma taxa de 3 milhões de libras. Na temporada 1999–00, ele marcou o gol da vitória do Everton no clássico de Merseyside contra o Liverpool em Anfield, que foi a última vitória do Everton em Anfield antes de 2021, quando o Everton derrotou o Liverpool por 2 a 0. Ele terminou a temporada como artilheiro do clube, com 12 gols marcados no total.
Ele foi o artilheiro do Everton na temporada seguinte, mas só marcou quatro vezes durante a campanha da liga de 2001-02, uma temporada em que Campbell foi o capitão do Everton. Campbell foi mais uma vez o artilheiro dos Toffees na temporada seguinte. Depois disso, as lesões limitaram suas aparições no clube e ele saiu em 2005.
Campbell é o quinto maior artilheiro do Everton na Premier League, atrás de Romelu Lukaku, Duncan Ferguson, Tim Cahill e Dominic Calvert-Lewin. Ele foi o primeiro capitão negro do Everton.

### West Bromwich Albion
Campbell foi para o West Bromwich Albion em janeiro de 2005 em uma transferência gratuita e ajudou o clube a manter seu status na Premier. Esse esforço marcou a primeira vez em que um clube que estava na última posição da primeira divisão no dia de Natal conseguiu evitar o rebaixamento.

### Cardiff City
Em maio de 2006, depois que o West Bromwich foi rebaixado para a Championship, Campbell foi dispensado pelo clube. Ele assinou com o Cardiff City em uma transferência gratuita em 2 de agosto de 2006. Em 13 de fevereiro de 2007, ele marcou um gol em uma partida das quartas de final da FAW Premier Cup contra o Carmarthen Town pelo Cardiff. Em seguida, foi dispensado pelo clube em maio de 2007, encerrando assim sua carreira.

## Seleção Inglesa
Campbell jogou quatro vezes pela seleção sub-21 da Inglaterra e uma vez pela Inglaterra B. Ele detém o recorde de ser o jogador inglês que mais marcou gols na Premier League sem ter sido convocado para a seleção principal de seu país. Em setembro de 1992, ele estava de prontidão para um amistoso contra a Espanha, mas foi o mais próximo que chegou de fazer parte da seleção principal.

## Carreira na mídia
Campbell apareceu na série Where are They Now? da Sky Sports em 2008, quando era coproprietário da empresa de segurança T1 Protection, especializada no fornecimento de guarda-costas para celebridades e outros clientes ricos em viagens ao exterior. Ele também trabalhou com a Sony TEN, sediada na Ásia, como comentarista da cobertura da Premier League e da Liga dos Campeões.

## Vida pessoal
Campbell dirigiu uma gravadora, a 2 Wikid, e a primeira contratação da gravadora foi o rapper Mark Morrison, que já havia chegado ao topo das paradas com "Return of the Mack", em 1996. Em dezembro de 2004, com o artista ainda assinado com a 2 Wikid, Campbell foi forçado a obter uma liminar judicial contra a gravadora rival Jet Star, para impedi-la de lançar o álbum Innocent Man, de Morrison. A liminar foi suspensa pouco tempo depois. O primeiro single lançado pela 2 Wikid foi a música "Backstabbers", de Panjabi MC, um remix da música original de Morrison, lançada em 2004.
Seu filho Tyrese também é jogador de futebol e atuou pelo Stoke City.

## Morte
O Everton informou em 2 de junho de 2024 que Campbell estava "muito doente" no hospital. Em 15 de junho, foi anunciado que ele havia morrido aos 54 anos. O Everton declarou que "Todos no [clube] estão profundamente tristes com a morte de nosso ex-atacante Kevin Campbell, com apenas 54 anos de idade. Não apenas um verdadeiro herói de Goodison Park e ícone do futebol inglês, mas também uma pessoa incrível - como qualquer um que o conheceu sabe".

## Estatísticas
| Clube                | Temporada         | Campeonato nacional | Campeonato nacional | Copa da Inglaterra | Copa da Inglaterra | Copa da Liga Inglesa | Copa da Liga Inglesa | Campeonatos Europeus | Campeonatos Europeus | Outros torneios | Outros torneios | Total | Total |
| Clube                | Temporada         | Jogos               | Gols                | Jogos              | Gols               | Jogos                | Gols                 | Jogos                | Gols                 | Jogos           | Gols            | Jogos | Gols  |
| -------------------- | ----------------- | ------------------- | ------------------- | ------------------ | ------------------ | -------------------- | -------------------- | -------------------- | -------------------- | --------------- | --------------- | ----- | ----- |
| Arsenal              | 1987–88           | 1                   | 0                   | 0                  | 0                  | 0                    | 0                    | –                    | –                    | –               | –               | 1     | 0     |
| Arsenal              | 1988–89           | 0                   | 0                   | 0                  | 0                  | 0                    | 0                    | –                    | –                    | –               | –               | 0     | 0     |
| Arsenal              | 1989–90           | 14                  | 2                   | 0                  | 0                  | 0                    | 0                    | –                    | –                    | –               | –               | 14    | 2     |
| Arsenal              | 1990–91           | 20                  | 9                   | 4                  | 1                  | 1                    | 0                    | –                    | –                    | –               | –               | 25    | 10    |
| Arsenal              | 1991–92           | 31                  | 13                  | 1                  | 0                  | 2                    | 0                    | 4                    | 1                    | 1               | 0               | 39    | 14    |
| Arsenal              | 1992–93           | 37                  | 4                   | 6                  | 1                  | 5                    | 4                    | –                    | –                    | –               | –               | 48    | 9     |
| Arsenal              | 1993–94           | 37                  | 14                  | 3                  | 0                  | 2                    | 1                    | 8                    | 4                    | 1               | 0               | 51    | 19    |
| Arsenal              | 1994–95           | 23                  | 4                   | 2                  | 0                  | 5                    | 1                    | 3                    | 0                    | 2               | 0               | 35    | 5     |
| Arsenal              | Total             | 163                 | 46                  | 16                 | 2                  | 15                   | 6                    | 15                   | 5                    | 4               | 0               | 213   | 59    |
| Nottingham Forest    | 1995–96           | 21                  | 3                   | 1                  | 0                  | 0                    | 0                    | 3                    | 0                    | –               | –               | 25    | 3     |
| Nottingham Forest    | 1996–97           | 17                  | 6                   | 1                  | 0                  | 0                    | 0                    | –                    | –                    | –               | –               | 18    | 6     |
| Nottingham Forest    | 1997–98           | 39                  | 22                  | 0                  | 0                  | 0                    | 0                    | –                    | –                    | –               | –               | 39    | 22    |
| Nottingham Forest    | Total             | 77                  | 31                  | 2                  | 0                  | 0                    | 0                    | 3                    | 0                    | –               | –               | 82    | 31    |
| Trabzonspor          | 1998–99           | 18                  | 5                   | 0                  | 0                  | –                    | –                    | –                    | –                    | –               | –               | 18    | 5     |
| Everton              | 1998–99           | 8                   | 9                   | –                  | –                  | –                    | –                    | –                    | –                    | –               | –               | 8     | 9     |
| Everton              | 1999–2000         | 26                  | 12                  | 3                  | 0                  | 2                    | 0                    | –                    | –                    | –               | –               | 31    | 12    |
| Everton              | 2000–01           | 29                  | 9                   | 1                  | 0                  | 0                    | 0                    | –                    | –                    | –               | –               | 30    | 9     |
| Everton              | 2001–02           | 23                  | 4                   | 2                  | 1                  | 1                    | 0                    | –                    | –                    | –               | –               | 26    | 5     |
| Everton              | 2002–03           | 36                  | 10                  | 0                  | 0                  | 3                    | 2                    | –                    | –                    | –               | –               | 39    | 12    |
| Everton              | 2003–04           | 17                  | 1                   | 1                  | 0                  | 0                    | 0                    | –                    | –                    | –               | –               | 18    | 1     |
| Everton              | 2004–05           | 6                   | 0                   | –                  | –                  | 1                    | 0                    | –                    | –                    | –               | –               | 7     | 0     |
| Everton              | Total             | 137                 | 36                  | 7                  | 1                  | 7                    | 2                    | –                    | –                    | –               | –               | 151   | 39    |
| West Bromwich Albion | 2004–05           | 16                  | 3                   | 2                  | 0                  | –                    | –                    | –                    | –                    | –               | –               | 18    | 3     |
| 2005–06              | 29                | 3                   | 1                   | 0                  | 1                  | 0                    | –                    | –                    | –                    | –               | 31              | 3     |       |
| Total                | 45                | 6                   | 3                   | 0                  | 1                  | 0                    | –                    | –                    | –                    | –               | 49              | 6     |       |
| Cardiff City         | 2006–07           | 19                  | 0                   | 0                  | 0                  | 1                    | 0                    | –                    | –                    | –               | –               | 20    | 0     |
| Total na carreira    | Total na carreira | 467                 | 133                 | 28                 | 3                  | 24                   | 8                    | 18                   | 5                    | 4               | 0               | 541   | 149   |

1. ↑  Jogos da European Cup
2. 1 2  Jogos da Supercopa da Inglaterra
3. 1 2  Jogos da Taça dos Clubes Vencedores de Taças
4. ↑  Jogos da Supercopa Europeia
5. ↑  Jogos da Copa da UEFA

## Títulos
Arsenal Juvenil
- Copa da Inglaterra Juvenil: 1987–88[5]

Arsenal
- Football League First Division: 1990–91[33]
- Copa da Inglaterra: 1992–93[34]
- Copa da Liga Inglesa: 1992–93[35]
- Supercopa da Inglaterra: 1991 (compatilhado)[36]
- Taça dos Clubes Vencedores de Taças: 1993–94[37]

Nottingham Forest
- Football League First Division: 1997–98[5]

Individual
- Jogador do mês da Premier League: Abril de 1997[38]